# El último rey
El último rey é uma série de televisão biográfica mexicana produzida por Juan Osorio e para TelevisaUnivision e exibida pelo Las Estrellas desde 14 de março a 10 de junho de 2022. Baseia-se no livro El último rey escrito por Olga Wornat e na vida do cantor Vicente Fernández.
A primeira parte da trama foi exibida de 14 de março a 25 de março de 2022, substituindo Mi fortuna es amarte e sendo substituída por La herencia, no horário das 20h30 p.m. mx. A segunda temporada será exibida a partir no dia 16 de maio a 10 de junho de 2022 substituindo Los ricos también lloran e sendo substituida por Mujer de nadie, às 21h30 p.m mx.
Protagonizado por Pablo Montero como Vicente Fernández junto com Angelica Aragón e um elenco coral.

## Sinopse
Baseado no livro de Wornat, O Último Rei trata da vida de Vicente Fernández —mais conhecido como "El Charro de Huentitán"—, que, através de entrevistas, depoimentos e revelações inéditas, conta como antes de vir cantar no Estádio Azteca pintava casas , de um casamento estável a vários amores tempestuosos e para compensar sua ausência como pai quando se entregou a Deus para salvar a vida de um de seus filhos.

## Elenco
- Angelica Aragón - Dalia Muñoz
- Pablo Montero - Vicente Fernández Gómez (adulto)
  - Salvador Sánchez - Vicente Fernández Gómez (velho)
  - Eduardo Barajas - Vicente Fernández Gómez (jovem)
  - Moisés Habib Buchard - Vicente Fernández Gómez (menino)
- Ilana Fox - María del Refugio "Cuquita" Abarca Villaseñor de Fernández (adulta)
  - Jade Fraser - María del Refugio "Cuquita" Abarca Villaseñor de Fernández (jovem)
  - Paloma Woolrich - María del Refugio "Doña Cuquita" Abarca Villaseñor de Fernández (velha)
- Jesús More - Gerardo Fernández Abarca (adulto)
  - Paolo Vargas - Gerardo Fernández Abarca (jovem)
- Iván Arana - Vicente Fernández Abarca Jr. (adulto)
  - Alonso Meza - Vicente Fernández Abarca Jr. (jovem)
- Emilio Osorio - Alejandro Fernández Abarca / Alex Fernández Abarca (jovem)
  - Vince Miranda - Alejandro Fernández Abarca (adulto)
- César Évora - Francisco Manjarrez
- Sara Corrales - Patricia Rivera
- Alejandra Ambrosi - María Paula Gómez Ponce de Fernández
- Ligia Uriarte - Sissi Fernández
- Antonio López - Ramón
- Eva Daniela - Chicotita
- José Daniel Figuero - Felipe (adulto)
- Alejandro Sandi - Federico Méndez
- Rossana de León - Lucía "Lucha" Villa
- Karla Garrido - La India María
- José Alfredo Jiménez Jr.
- Flor Yáñez - Alicia Juárez
- Ana Tena - Alejandra Fernández
- Carlos Balderrama
- Waldo Franco
- Carlos Kapistrán
- Naomi Hernández - Camila Fernández
- Anahí Fraser - Gloria
- Sofía Marcel - María
- Alejandra Maldonado - Casilda
- Rous Esparza - Madema

## Produção
Um mês após a morte de Fernández em dezembro de 2021, a série foi anunciada pela TelevisaUnivision em 13 de janeiro de 2022, depois de chegar a um acordo com a Editorial Planeta para adquirir os direitos do livro. Dias depois, foi anunciado que Juan Osorio foi escolhido para produzir a série. A produção da série começou a ser filmada no final de janeiro de 2022, revelando as primeiras imagens de Pablo Montero caracterizado como o Charro de Huentitán. O primeiro teaser da série, foi revelado em 17 de fevereiro de 2022, como comemoração do aniversário de Fernández.

## Audiência
| Temporada | Horário             | # Eps. | Estreia             | Estreia           | Final               | Final           | Posição | Temporada | Classificação geral |
| Temporada | Horário             | # Eps. | Data                | Primeiro capítulo | Data                | Último capítulo | Posição | Temporada | Classificação geral |
| --------- | ------------------- | ------ | ------------------- | ----------------- | ------------------- | --------------- | ------- | --------- | ------------------- |
| 1         | Segunda—Sexta 20h30 | 10     | 14 de março de 2022 | 8.0               | 25 de março de 2022 | 2.5             | #1      | 2022      | 2.8                 |

| Temporada | Horário             | # Eps. | Estreia            | Estreia           | Final               | Final           | Posição | Temporada | Classificação geral |
| Temporada | Horário             | # Eps. | Data               | Primeiro capítulo | Data                | Último capítulo | Posição | Temporada | Classificação geral |
| --------- | ------------------- | ------ | ------------------ | ----------------- | ------------------- | --------------- | ------- | --------- | ------------------- |
| 2         | Segunda—Sexta 21h30 | 20     | 16 de maio de 2022 | 2.7               | 10 de junho de 2022 | TBA             | #1      | 2022      | 2.2                 |

## Problemas judiciais
Incialmente programada para estrear em 14 de março de 2022, no horário das 20h30, substituindo a telenovela Mi fortuna es amarte, a série teve sua exibição vetada por uma ordem judicial, uma vez que a família de Vicente Fernández entrou com uma ação contra a Televisa sob a alegação de direitos extracontratuais; direito de marca; uso indevido de nome artístico reservado perante o Instituto Nacional de direito de autor (Indautor); concorrência desleal, entre outros, impedindo a transmissão da produção até segunda ordem.